# Астралены

Астрален

Астрале́ны — фуллероидные соединения, представляющие собой многослойные полиэдральные структуры из атомов углерода размером 80—150 нм.

## Структура
Многогранная структура частиц астралена составлена большими плоскими бездефектными графитовыми поверхностями, соединёнными краевыми дефектными областями преимущественно пятиугольной структуры. Поверхности составлены укладкой 20—50 плоских графеновых листов (расстояние между листами ~0,340 нм). Средний размер плоских поверхностей ~15 нм.

## Физические свойства
В чистом виде представляют собой порошок с насыпной плотностью 0,6—0,8 г/см3. Истинная плотность составляет 2,2 г/см3.

## Применение
Астралены рассматриваются как перспективный наноматериал. Сейчас изучаются следующие области применения:
- Добавка-модификатор для полимерных и неорганических композиционных материалов, а также композиционных сплавов. В частности, его добавляют (0,0001-0,001%) в бетон в качестве наномодификатора[2].
- Антифрикционная добавка к конструкционным материалам и смазкам.
- Элемент холодных катодов.
- Элемент нелинейно-оптических систем, в том числе широкополосных ограничителей лазерного излучения.
- Компонент фотохимических генераторов синглетного кислорода.